# Клод Лем'є
Клод Персі Лем'є́ (фр. Claude Percy Lemieux; 16 липня 1965, м. Бакінгем, Канада) — канадський хокеїст, правий нападник. 
Виступав за «Труа-Рів'єр Дравер» (QMJHL), «Вердун Джуніорс» (QMJHL), «Монреаль Канадієнс», «Нова-Скотія Вояжерс» (АХЛ), «Шербрук Канадієнс» (АХЛ), «Нью-Джерсі Девілс», «Колорадо Аваланш», «Фінікс Койотс», «Даллас Старс», ХК «Цуг», «Чайна Шаркс», «Вустер Шаркс» (АХЛ), «Сан-Хосе Шаркс».
В чемпіонатах НХЛ — 1215 матчів (369+407), у турнірах Кубка Стенлі — 234 матчі (80+78).
У складі національної збірної Канади учасник Кубка Канади 1987 (6 матчів, 1+1). У складі молодіжної збірної Канади учасник чемпіонату світу 1985.
Брат: Жослен Лем'є.
Досягнення
- Володар Кубка Стенлі (1986, 1995, 1996, 2000)
- Володар Кубка Канади (1987)
- Переможець молодіжного чемпіонату світу (1985)

Нагороди
- Трофей Гі Лефлера (1985)
- Трофей Конна Смайта (1995)